# Gheorghe-Dorin Scorțan
Gheorghe-Dorin Scorțan (n. 30 iunie 1954, Moldova Nouă, județul Caraș-Severin) a fost un deputat român în legislatura 1990-1992, ales în municipiul București pe listele partidului FSN.
Este absolvent al Universității din București, Facultatea de Istorie-Filozofie, în anul 1979.
Nu a deținut funcții politice înainte de 1990. Deputat în legislatura 1990-1992, ales în București.